# Костас Мартакіс
Костас Мартакіс (грец. Κώστας Μαρτάκης, 25 травня 1984, Пірей) — грецький співак.

## Біографія
Освіту здобув в галузі комп'ютерних технологій в Американському коледжі в Афінах. Однак із раннього дитинства мав потяг до вокалу, тому взяв участь у «Dream show» — аналог вітчизняної Фабрики зірок, де став одним з фіналістів. Саме там його помітили менеджери Sony BMG Music Entertainment і підписали із ним контракт. Через рік наполегливого навчання вокалу 2006 року вийшов перший сингл «Πάντα Μαζί», який одразу зробив Мартакіса популярним у Греції та на Кіпрі. Того ж року він вже виступав на одній сцені із Деспіною Ванді та Стаматісом Гонідісом. У грудні 2006 року Костас Мартакіс підписує контракт на виступи у клубі у турі разом із Деспіною Ванді та Йоргосом Мазонакісом, який розпочався великим благодійним концертом Ванді на стадіоні ОАКА.
У червні 2007 року вийшов перший альбом Костаса Мартакіса під назвою «Ανατροπή», який приніс йому гучний успіх. Mad Video Music нагороджує співака у номінації «Найкращий дебют». Влітку 2007 Костас взяв участь у пісенному конкурсі Нова хвиля в Латвії, у якому не переміг, проте здобув приз глядацьких симпатій та популярність на пострадянському просторі. Мартакіс отримав пропозицію щодо співробітництво з одних із російських музичних лейблів та відзняв у Москві кліп на пісню «Όνειρα μεγάλα». У грудні 2007 року канал ЕРТ номінує Мартакіса на грецький відбір до Євробачення поряд із співачками Хріспою та Каломірою Саранті, проте не переміг у відборі. На конкурсу пісню «Always and Forever» був написаний російськомовний кавер «С тобой навеки», представлений на Словянському базарі у Вітебську, на який Мартакіса запросили як гостя. Також 2008 року американська торговельна мережа Abercrombie & Fitch включила трек «Always and Forever» до свого плей-ліста — так пісня Мартакіса вийшла на музичний ринок США.
Восени 2008 року співак записав саундрек до музикла «High School Musical» та виступає із піснею «Fila me» на відкритті концерту Дженніфер Лопес у Афінах. У листопаді 2008 року американський канал E!Entertainment включає Костаса Мартакіса в свій лист «25 найсексуальніших чоловіків Світу», охрестивши його Грецьким Богом. Взимку 2008 співака призивають до строкової служби у грецькому флоті, термін якої закінчився навесні 2009 року.
Вже у березні Костас Мартакіс підписує контракт із Universal Music і записує новий сингл «Pio Konta». У листопаді 2009 року вийшов другий однойменний альбом «Πιο κοντά». Взимку 2014 — 2015 років співак виступає в Posidonio Music Hall разом з Аргіросом.

## Дискографія
- 2007: Ανατροπή
- 2009: Πιο κοντά
- 2011: Ένταση
- 2013: Αν Κάπου Κάποτε [2]

## Нагороди
- 2014 MAD Video Music Awards: Найкращий Артист Кіпру (MAD Кіпр)[3]